# مونتي بايثون
مونتي بايثون (معروفة أحيانًا باسم ذا بايثونز (The Pythons)) هي مجموعة بريطانية للكوميديا السيريالية قامت بابتداع سيرك مونتي بايثون الطائر، وهو برنامج بريطاني كوميدي هزلي تمت إذاعته لأول مرة على بي بي سي في الخامس من أكتوبر عام 1969. وتم عمل خمس وأربعين حلقة لما يزيد على أربعة مسلسلات. تطورت ظاهرة البايثون من المسلسلات التليفزيونية إلى شيء أكبر في النطاق والتأثير، منتجةً جولة من العروض المسرحية، والأفلام، والألبومات المتعددة، والكتب المتنوعة، والعروض المسرحية الموسيقية، بالإضافة إلى انطلاق أعضاء المجموعة إلى النجومية الفردية. ولقد تمت مقارنة تأثير المجموعة على الكوميديا بتأثير فرقة
بيتلز (The Beatles) على الموسيقى.
ولقد قام بكتابة المسلسل التليفزيوني وابتداعه وأدائه غراهام شابمان، وجون كليز، وتيري غيليام، وإيريك آيدل، وتيري جونز، ومايكل بالين، وهو المسلسل الذي أذاعته بي بي سي من عام 1969 حتى عام 1974. وهو منظوم بشكل غير مضبوط كعرض هزلي، ولكنه مرتبط بنهج سيل الوعي المبتكَر (بمساعدة الرسوم المتحركة لغيليام)، وقد تجاوز حدود ما هو مقبول وقتها في الأسلوب والمضمون. وكفريق كوميدي مستقل بذاته مسئول عن كتابة أعماله وأدائها، سمحت سيطرة فريق البايثون الإبداعية لهم بحرية التجربة في الشكل والمضمون، وطرح قواعد الكوميديا التليفزيونية جانبًا. وقد كان تأثير هذه المجموعة على الكوميديا البريطانية واضحًا لسنوات، حيث قامت في أمريكا الشمالية بتلوين أعمال المؤدين الرائجين من النسخ الأولية لـساترداي نايت لايف (Saturday Night Live) إلى صبغة من الاتجاهات العبثية الأكثر حداثة في الكوميديا التليفزيونية. «ونتيجة لذلك دخل مصطلح البايثونيسك» (Pythonesque) المعجم الإنجليزي.
وفي استطلاع الرأي الذي تم عام 2005 بالمملكة المتحدة لاختيار كوميديان الكوميديانات، قام ممثلو الكوميديا الزملاء والمطلعون على الكوميديا بالتصويت لصالح ثلاثة أعضاء من فريق البايثون ليكونوا من بين أفضل خمسين ممثلاً كوميديًا على الإطلاق: حيث جاء كليز بالمركز #2، وآيدل بالمركز #21، وبالين في المركز #30.
أعلن فريق مونتي بايثون عن إقامة عرض حي جديد في يوليو 2014 و سيقام في لندن.

## روابط خارجية
- مونتي بايثون على موقع IMDb (الإنجليزية)
- مونتي بايثون على موقع الموسوعة البريطانية (الإنجليزية)
- مونتي بايثون على موقع ميوزك برينز (الإنجليزية)
- مونتي بايثون على موقع أول ميوزيك (الإنجليزية)
- مونتي بايثون على موقع ديسكوغز (الإنجليزية)